# Kwaktoren (Venlo)

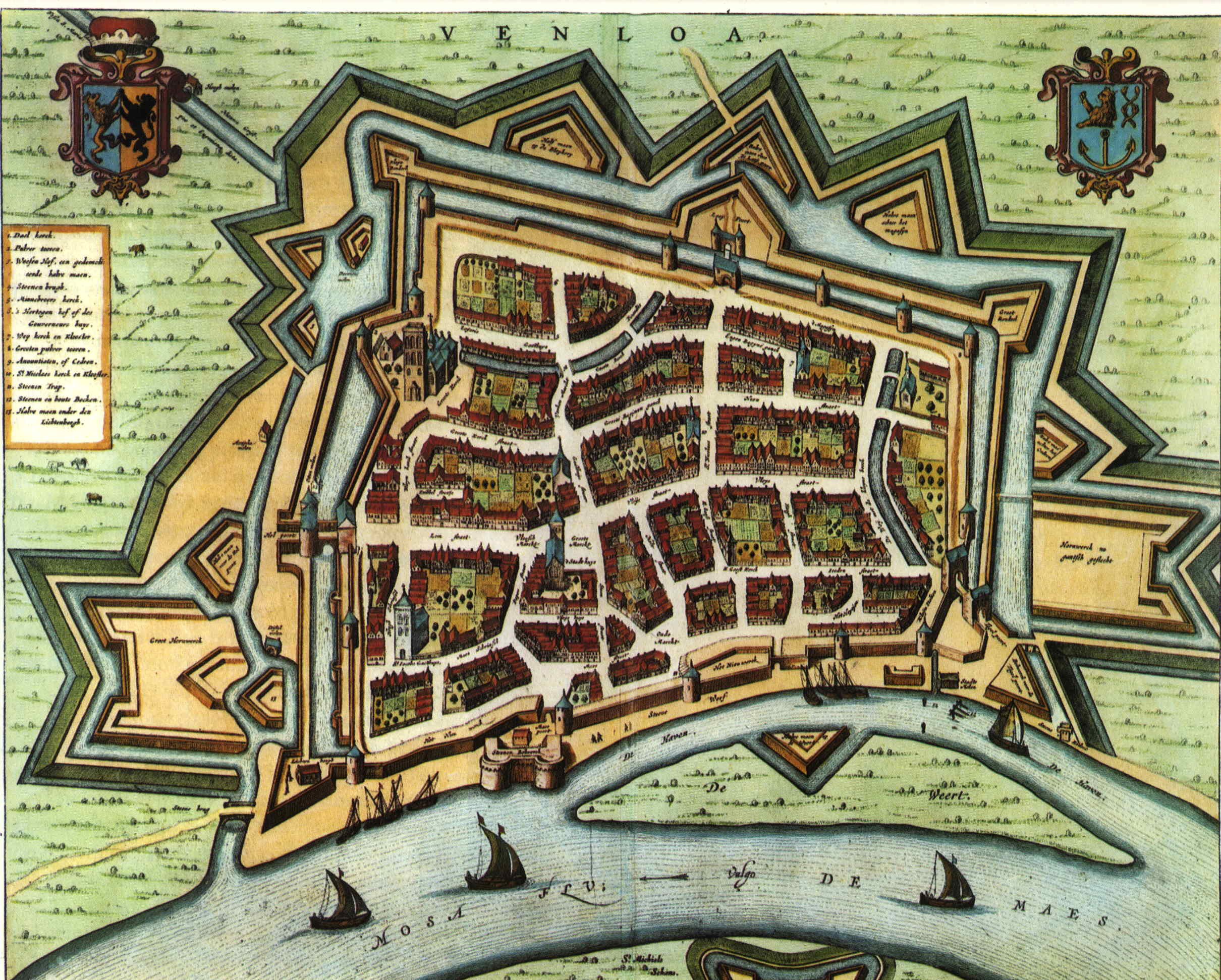
Kaart van Blaeu uit 1649 met bovenaan rechts de Kwaktoren

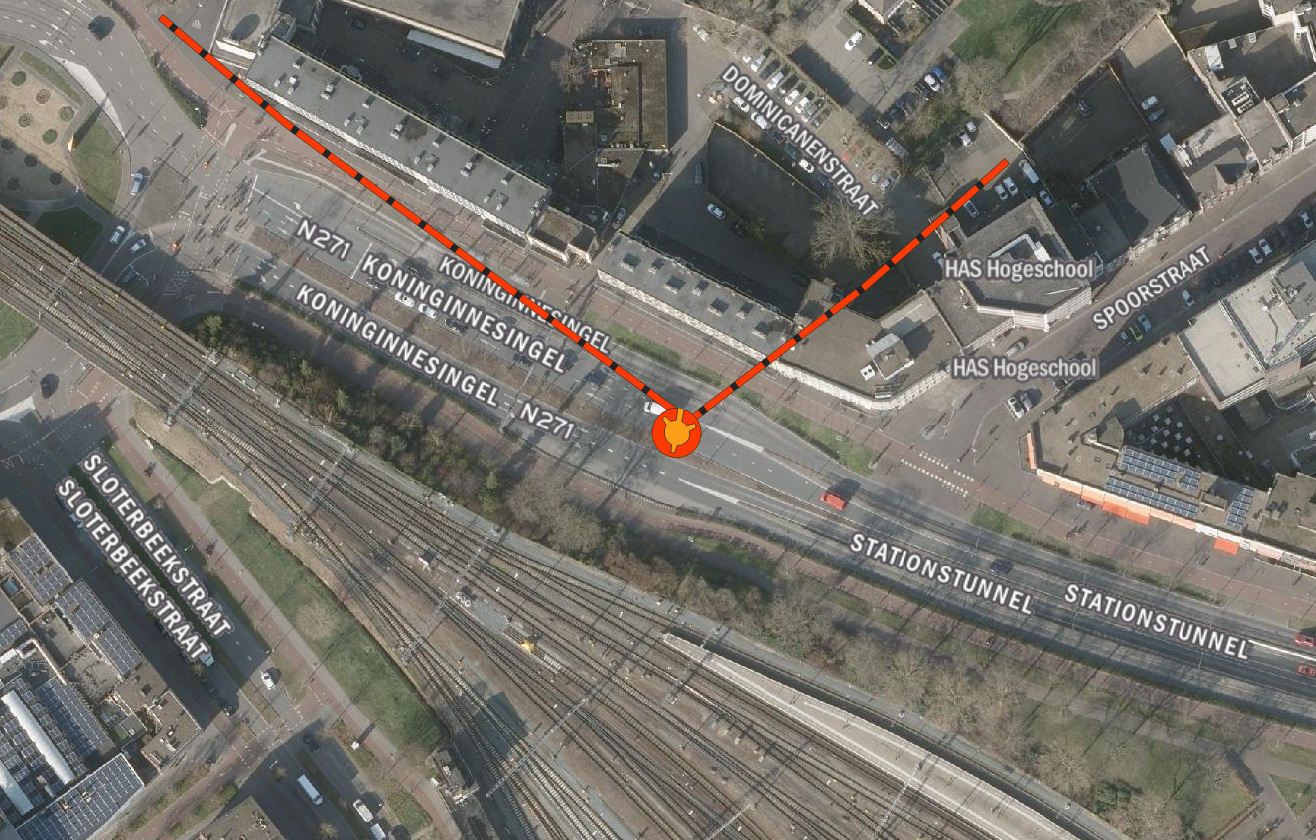
De locatie van de Kwaktoren en een deel van de stadsmuur. De toren zou nu midden op de Koninginnesingel staan.

De Kwaktoren of Grote Pulvertoren was een van de vestingtorens van de Nederlandse vestingstad Venlo.
De toren met een diameter van circa 10 meter bevond zich in de zuidhoek van de vesting waar de stadsmuur een stompe hoek vormde en werd vermoedelijk in de 14e eeuw gebouwd. De oudste schriftelijke vermelding dateert uit 1578.
Eind 16e eeuw werd Venlo voorzien van nieuwe versterkingen. Ter hoogte van de Kwaktoren werd een rondeel aangelegd dat werd aangeduid als het Quac rondell en later Bastion Kwaktoren. In 1613 bevond zich op dit rondeel een kanon met de naam coepere slange.
Vanwege de zware steenconstructie werd de toren in de 17e en 18e eeuw gebruikt om buskruit in op te slaan. Rond 1882 werd de Kwaktoren gesloopt om plaats te maken voor de nieuw aan te leggen Spoorstraat die het Langwames verving, een smalle strook grond tussen de stadsmuur en de wallen. 